# Tribal house
Tribal house (ang. dosłownie plemienny dom) – jest gatunkiem muzyki elektronicznej powstałym w latach 90., pochodzącym od muzyki house jednak z położonym naciskiem na perkusję i rytm. Często występuje bez wyrazistej linii melodycznej, choć równie często wykorzystuje się sample muzyki etnicznej, pieśni plemiennych czy chantów które nadają utworowi melodyjności. Gatunek ten posiada swoje korzenie w Ameryce Południowej, Afryce i Hiszpanii.

## Przykładowi wykonawcy i utwory
- Danny Tenaglia – Elements
- Victor Calderon – Deepest Jungle
- Robbie Rivera – Feel This
- Saeed And Palash – Watching You
- Superchumbo – Irresistable
- Caramel Club – Mama say mama sa
- Max Linen – El Paradiso del Mundo
- Moshic – Nanok